# Mesterholdenes Europa Cup i håndbold 1964-65 (mænd)
Mesterholdenes Europa Cup i håndbold 1964-65 var den sjette udgave af Mesterholdenes Europa Cup i håndbold for mænd. Turneringen havde deltagelse af 21 klubhold, der var blevet nationale mestre sæsonen forinden.
Turneringen blev vundet af Dinamo Bucuresti fra Rumænien, som i finalen i Lyon besejrede RK Medveščak fra Jugoslavien med 13-11. Det var første gang at et rumænsk hold vandt turneringen.
Danmarks repræsentant i turneringen var IF Ajax fra København, som tabte i semifinalen til RK Medveščak med 35-41 efter to kampe.

## Resultater

### 1/16-finaler
| Dato   | Hjemmehold           | Udehold                 | Res. |
| ------ | -------------------- | ----------------------- | ---- |
| 15.11. | ROC Flemmalois       | Grasshopper-Club Zürich | 9–27 |
| ?      | Operatie 55 Den Haag | HB Dudelange            | ?–?  |
| ?      | US d'Ivry            | FC Porto                | ?–?  |
| 14.11. | SK Rapid             | RK Medveščak            | ?–?  |
| ?      | AZS Wrocław          | Budapest Honvéd FC      | ?–?  |

### 1/8-finaler
| Dato   | Hjemmehold              | Udehold             | Res.  |
| ------ | ----------------------- | ------------------- | ----- |
| ?      | Dinamo Bucuresti        | ASK Vorwärts Berlin | 17–14 |
| ?      | Redbergslids IK         | Fram Reykjavík      | 25–20 |
| 19.12. | Grasshopper-Club Zürich | Atletico Madrid     | 20–15 |
| ?      | Berliner SV 92          | SV Arild Oslo       | 21–13 |
| ?      | US d'Ivry               | HB Dudelange        | 17–10 |
| ?      | IF Ajax                 | Union Helsinki      | w.o.  |
| 17.12. | RK Medveščak            | Dukla Praha         | 14–12 |
| ?      | Burevestnik Tbilisi     | AZS Wrocław         | 32–18 |

### Kvartfinaler
| Dato   | Dato   | Hjemmehold i 1. kamp | Udehold i 1. kamp       | Resultat | Resultat | Resultat |
| 1.kamp | 2.kamp | Hjemmehold i 1. kamp | Udehold i 1. kamp       | Samlet   | 1.kamp   | 2.kamp   |
| ------ | ------ | -------------------- | ----------------------- | -------- | -------- | -------- |
| ?      | ?      | Redbergslids IK      | Dinamo Bucuresti        | 22–50    | 11-24    | 11-26    |
| 24.1.  | 30.1.  | Berliner SV 92       | Grasshopper-Club Zürich | 29–34    | 14-18    | 15-16    |
| ?      | 24.2.  | US d'Ivry            | IF Ajax                 | 34–55    | 19-16    | 15-39    |
| ?      | 14.2.  | RK Medveščak         | Burevestnik Tbilisi     | 34–34    | 21-13    | 13-21    |

### Semifinaler
| Dato   | Dato   | Hjemmehold i 1. kamp    | Udehold i 1. kamp | Resultat | Resultat | Resultat |
| 1.kamp | 2.kamp | Hjemmehold i 1. kamp    | Udehold i 1. kamp | Samlet   | 1.kamp   | 2.kamp   |
| ------ | ------ | ----------------------- | ----------------- | -------- | -------- | -------- |
| ?      | [ 2 ]  | Grasshopper-Club Zürich | Dinamo Bucuresti  | 11–19    | 11-19    | [ 2 ]    |
| ?      | ?      | RK Medveščak            | IF Ajax           | 41–35    | 20-24    | 21-11    |

### Finale
Finalen blev spillet i Lyon, Frankrig.
| Dato | Hjemmehold       | Udehold      | Res.  |
| ---- | ---------------- | ------------ | ----- |
| 4.4. | Dinamo Bucuresti | RK Medveščak | 13–11 |